# Ekvatorialguinea i olympiska sommarspelen 1992
Ekvatorialguinea deltog i de olympiska sommarspelen 1992 med en trupp, men ingen av landets deltagare erövrade någon medalj.

## Friidrott
Herrarnas 100 meter
- Gustavo Envela Mahua
  - Heat — 10,65 (→ gick inte vidare, 36:e plats)